# Mokslo ir enciklopedijų leidybos centras
Mokslo ir enciklopedijų leidybos centras (с лит. — «Научно-энциклопедический издательский центр»; MELC) — научное издательство, действующее с 1992 года в Вильнюсе, Литва. Выпускает книги и энциклопедии, в том числе Универсальную литовскую энциклопедию.

## История
Основано в 1992 году объединением Государственного издательства энциклопедий (бывшая Главная редакция энциклопедий) и издательства «Наука».
Первоначально именовалось Mokslo ir enciklopedijų leidyklą (с лит. — «Издательство „Наука и энциклопедии“»), в 1997 году переименовано в Mókslo ir enciklopèdijų leidýbos institùtas (с лит. — «Научно-энциклопедический издательский институт»), в 2010 году приобрело современное название.
В 2017 году издательство разместило Универсальную литовскую энциклопедию в открытом доступе на сайте vle.lt.
По состоянию на 2022 год издательство выпускало около 15 книг в год и всего выпустило более 500 книг.
С 2023 года является филиалом Литовской национальной библиотеки имени Мартинаса Мажвидаса.

## Выпущенные энциклопедии
- Универсальная литовская энциклопедия (26 томов, 2001—2015)
- Химическая энциклопедия (2015)
- Энциклопедия литовского языка (1999—2008)
- Музыкальная энциклопедия[лит.] (3 тома, 2000—2007)
- Техническая энциклопедия[лит.] (4 тома, 2000—2010)
- Сельскохозяйственная энциклопедия[лит.] (3 тома, 1998—2007)
- Энциклопедия Малой Литвы[лит.] (4 тома, 2000—2009)
- Энциклопедия «Литва» (4 тома, 2008—2015)

## Руководители
- Альгирдас Антанас Киселис (1997—1999)
- Римантас Пятрас Карецкас (1999—2022)
- Артурас Мицкявичюс (2023—н. в.)